# Kevin Tent
Kevin Tent é uma montador norte-americano. Como reconhecimento, foi nomeado ao Oscar 2012 na categoria de Melhor Edição por The Descendants.